# Poltys stygius
Poltys stygius là một loài nhện trong họ Araneidae.
Loài này thuộc chi Poltys. Poltys stygius được Tord Tamerlan Teodor Thorell miêu tả năm 1898.